# 2007년 로스앤젤레스 영화 비평가 협회상
제33회 로스앤젤레스 영화 비평가 협회상은 2007년 12월 9일에 열린 시상식이다.

## 수상 및 후보

### 작품상
- 데어 윌 비 블러드 - 폴 토마스 앤더슨 수상

### 감독상
- 데어 윌 비 블러드 - 폴 토마스 앤더슨 수상

### 남우주연상
- 데어 윌 비 블러드 - 다니엘 데이 루이스 수상

### 여우주연상
- 라 비 앙 로즈 - 마리옹 꼬띠아르 수상

### 남우조연상
- 4개월, 3주... 그리고 2일 - 블라드 이바노브 수상

### 여우조연상
- 가라, 아이야, 가라 - 에이미 라이언 수상

### 각본상
- 세비지스 - 타마라 젠킨스 수상

### 촬영상
- 잠수종과 나비 - 야누즈 카민스키 수상

### 미술상
- 데어 윌 비 블러드 - 잭 피스크 수상

### 음악상
- 원스 - 글렌 핸사드 외 1명 수상

### 외국어영화상
- 4개월, 3주... 그리고 2일 - 크리스티안 문주 수상

### 다큐멘터리상
- 끝이 안보인다 - 찰스 퍼거슨 수상

### 애니메이션상
- 라따뚜이 - 브래드 버드 수상
- 페르세폴리스 - 뱅상 파로노드 수상

### 독립영화상
- 대단한 젊음 - 페드로 코스타 수상

### 신인상
- 어웨이 프롬 허 - 사라 폴리 수상

### 공로상
- 시드니 루멧 수상